# Brachythecium majusculum
Brachythecium majusculum là một loài Rêu trong họ Brachytheciaceae. Loài này được M.E. Newton mô tả khoa học đầu tiên năm 1974.